# 伝統工芸品
伝統工芸品（でんとうこうげいひん）は、一般的には日常生活の用に供され、手工業により製造される織物、染色品、陶磁器、七宝焼、漆器、木工品、竹工品、金工品、仏壇、仏具、和紙、文具（筆、墨、硯、そろばん）、石工品、人形、郷土玩具、扇子、団扇、和傘、提灯、和楽器、神祇調度、慶弔用品、工芸用具、工芸材料、江戸木版画（浮世絵版画）などを指す。しかし、明治時代以降、工業的な大量生産を取り入れたものもあり、用具や材料は日常において用いられないものもあることから、厳密に定義することは難しいが、一部は文化財保護法による美術工芸品として重要文化財・重要有形民俗文化財に指定されているものや、伝統的工芸品産業の振興に関する法律によって指定される伝統的工芸品がある。
以下、日本の伝統工芸品を中心に解説する。

## 概要
日本には現在1192品種の伝統工芸品があるといわれ、企業数は約25,000社、従事者数は約140,000人、生産額は約8,000億円である。

### 品目数
京都府が最も多く、栃木県、福島県、島根県、茨城県、滋賀県、東京都、山形県、香川県、三重県と続く。

### 企業数
京都府が約3,600社と最も多く、石川県の約2,300社、東京都の約1,800社、愛知県の約1,000社、岐阜県の約800社と続く（企業数が判明した主要700品目における統計）。

### 従事者数
京都府が約26,000人と最も多く、石川県の約9,000人、岐阜県の約8,300人、東京都及び三重県の約5,700人と続く（従事者数が判明した主要700品目における統計）。

## 種類
- 陶磁器…「九谷焼」「備前焼」など
- 織物…「西陣織」「久留米がすり」など
- 漆器…「会津塗」「輪島塗」など
- 和紙…「土佐和紙」など
- 金工品…「高岡銅器」「南部鉄器」など
- 木工品…「大館曲げわっぱ」など
- 人形…「博多人形」など
- こけし…「宮城伝統こけし」など
- その他…「江戸切子」「江戸木版画」など

国の伝統的工芸品指定は、染織品、陶磁器、漆器、木工・竹工品、金工品、文具・和紙、その他に区分され、日本工芸会は、陶芸、染織、漆芸、金工、木竹工、人形、諸工芸という区分を行っている。

## 経済産業大臣指定伝統的工芸品
伝統的工芸品産業の振興に関する法律に基づき、経済産業大臣が指定する伝統的工芸品がある。また、各地方自治体が認定する伝統工芸品もある。